# Hospital Universitario Rey Juan Carlos
El Hospital Universitario Rey Juan Carlos es un hospital situado en Móstoles, y forma parte del Servicio Madrileño de Salud (SERMAS), considerado hospital público de gestión privada.

## Historia
Inaugurado el 21 de marzo de 2012, es el segundo hospital del municipio de Móstoles, después del Hospital Universitario de Móstoles. Exceptuando a la propia ciudad de Madrid, Móstoles es actualmente el único municipio con dos hospitales públicos activos simultáneamente en la Comunidad de Madrid.
Las obras de construcción se iniciaron en 2010. El edificio fue diseñado por el estudio de arquitectura de Rafael de La-Hoz.
La gestión se asignó inicialmente a la empresa privada Capio. La empresa cambió de nombre en 2013, pasando a denominarse IDC Salud, y tras la fusión con la empresa Quirón, actualmente depende de Quirónsalud. La concesión tiene una duración de 30 años y finaliza en 2040. La concesión incluye la gestión de todos los servicios (asistenciales y no asistenciales).

## Cobertura asistencial
El hospital atiende a una población de 180.000 personas, que incluye la zona norte de Móstoles, y 17 municipios del área suroeste de la Comunidad de Madrid. 

### Atención Primaria
Es el hospital asignado para 9 centros de salud y 10 consultorios de Atención Primaria, entre los que se incluyen: 
- Centro de Salud Presentación Sabio
- Centro de Salud Princesa
- Centro de Salud Barcelona
- Centro de Salud Villaviciosa de Odón
- Centro de Salud Navalcarnero

1. Consultorio de Sevilla la Nueva
2. Consultorio de El Álamo
3. Consultorio de Villamanta
4. Consultorio de Villamantilla
5. Consultorio de Villanueva de Perales

- Centro de Salud Navas del Rey

1. Consultorio de Chapinería
2. Consultorio de Colmenar del Arroyo

- Centro de Salud Villa del Prado

1. Consultorio de Aldea del Fresno

- Centro de Salud Cadalso de los Vidrios

1. Consultorio de Cenicientos
2. Consultorio de Rozas de Puerto Real

- Centro de Salud San Martín de Valdeiglesias

1. Consultorio de Pelayos de la Presa

### Otros centros
Además, el hospital cuenta con dos Centros de Especialidades situados en Navalcarnero y Villaviciosa de Odón. Ambos cuentan con 8 consultas polivalentes en las que prestan servicio las especialidades más demandadas: Cardiología, Cirugía Ortopédica y Traumatología, Dermatología, Ginecología, Neurología, Oftalmología, Otorrinolaringología, Pediatría, Psicología Clínica, Psiquiatría, Radiología y Rehabilitación, a las que se añadieron en 2023 Aparato Digestivo, Endocrinología, Reumatología y Urología, completándose con la obtención de muestras y las propias pruebas de las especialidades.

## Cartera de servicios
| - Alergología - Aparato Digestivo - Cardiología - Endocrinología - Geriatría - Hematología y Hemoterapia - Medicina Interna - Nefrología - Neumología - Neurología - Neurofisiología - Oncología - Pediatría - Reumatología - Urgencias | - Angiología y Cirugía Vascular - Cirugía Cardiovascular - Cirugía General y de Aparato Digestivo - Cirugía Oral y Maxilofacial - Cirugía Pediátrica - Cirugía Plástica - Cirugía Torácica - Dermatología - Neurocirugía - Obstetricia y Ginecología - Oftalmología - Otorrinolaringología - Traumatología y Cirugía Ortopédica - Urología | - Análisis Clínicos - Anatomía Patológica - Anestesiología y Reanimación - Bioquímica - Farmacia Hospitalaria - Inmunología - Medicina Intensiva - Medicina Nuclear - Medicina Preventiva - Medicina del Trabajo - Microbiología y Parasitología - Psiquiatría - Psicología Clínica - Oncología radioterápica - Radiodiagnóstico - Radiofísica Hospitalaria - Rehabilitación |

## Personal
En el hospital trabajan casi 2000 profesionales. Cuenta con:
- facultativos 417
- enfermería 1.061
- otro personal 406
- médicos residentes 51

### Docencia
Es uno de los centros de referencia para la formación de sanitarios de la Universidad Rey Juan Carlos, Universidad Francisco de Vitoria y Universidad Europea de Madrid.

## Instalaciones y recursos
El hospital Rey Juan Carlos tiene un área de cerca de 95 000 m2 de superficie y más de 65 000 m2 construidos. Consta de una planta, siete en altura y un sótano con tres módulos paralelos que aloja las unidades asistenciales, ambulatorio, diagnóstico y tratamiento, dos torres (Plaza y Universidad) dedicadas a la hospitalización y un vestíbulo. También dispone de un helipuerto y aparcamientos.
El hospital cuenta con:
- camas 362
- puestos de diálisis 20
- quirófanos 13
- puestos de hospital de día 47
- salas de cirugía menor 2
- salas de radiología 21
- consultas externas 150
- paritorios 6
- puestos  de neonatología 10
- gabinetes de exploración 28
- puestos UCI 18
- mamógrafos 2
- tomógrafos computarizados 2
- resonancias magnéticas 3

## Accesos

### Metro
Estación de Universidad Rey Juan Carlos, línea .

### Autobuses
| Línea | Recorrido                                                                          | Empresa            |
| ----- | ---------------------------------------------------------------------------------- | ------------------ |
| 4     | Móstoles Sur - Hospital Rey Juan Carlos                                            | Arriva Madrid      |
| 519A  | Móstoles (Hospital Rey Juan Carlos) por El Soto - Villaviciosa de Odón (El Bosque) | Arriva Madrid      |
| 522   | Madrid (Cuatro Vientos) - Móstoles (por Pistas DGT)                                | Arriva Madrid      |
| 529   | Móstoles (Hospital Rey Juan Carlos) - Navalcarnero - El Álamo                      | Arriva Madrid      |
| 529A  | Móstoles (Hospital Rey Juan Carlos) - Navalcarnero - Batres                        | Arriva Madrid      |
| 529H  | Móstoles (Hospital Rey Juan Carlos) - Navalcarnero (por El Pinar)                  | Arriva Madrid      |
| 531   | Móstoles (Hospital Rey Juan Carlos) - Navalcarnero - Sevilla La Nueva              | Arriva Madrid      |
| 531A  | Móstoles (Hospital Rey Juan Carlos) - Navalcarnero - Villamantilla                 | Arriva Madrid      |
| 545   | Madrid (Plaza Elíptica) - Cenicientos - Sotillo de la Adrada                       | El Gato (Interbús) |
| 546   | Madrid (Plaza Elíptica) - Rozas del Puerto Real - Casillas                         | El Gato (Interbús) |
| 551   | Madrid (Cuatro Vientos) - San Martín de Valdeiglesias - El Tiemblo / Cebreros      | CEVESA             |

Se puede acceder al hospital por la autovía  A-5  (Autovía de Extremadura) , y por la autovía  (Villaviciosa de Odón- Fuenlabrada)
En la ciudad de Móstoles no hay estacionamiento regulado de pago, así que se puede aparcar en las calles cercanas al Hospital. El propio hospital cuenta con aparcamiento gratuito.